# Paul Park
Paul Claiborne Park (geboren am 1. Oktober 1954 in North Adams, Massachusetts) ist ein amerikanischer Autor von Science-Fiction und Fantasy. Sein bekanntestes Werk ist die Romantetralogie A Princess of Roumania. Park gilt als ein herausragender Vertreter humanistischer, literarischer Science-Fiction und Fantasy. Seine Werke wurden vielfach für Auszeichnungen nominiert, darunter zweimal für den Nebula Award und 15-mal für den Locus Award.

## Leben
Park besuchte das Hampshire College in Amherst, Massachusetts, wo er 1975 mit dem Bachelor abschloss. Danach arbeitete er zwei Jahre lang in verschiedenen Jobs in New York City, wurde dann 1977 Texter und Produktionsassistent bei einer Werbefirma und war von 1979 bis 1985 Manager bei Town Squash in New York, danach arbeitete er bis 1990 bei einer Firma für Asienimporte in Pittsfield, Massachusetts.
1987 veröffentlichte Park seinen ersten Roman Soldiers of Paradise, erster Band der Trilogie Starbridge Chronicles. Die weiteren Bände sind Sugar Rain (1989) und The Cult of Loving Kindness (1991). Die Romane handeln in einer fernen Zukunft auf einem Planeten, dessen Jahreszeiten Jahrzehnte lang währen, weshalb man hier auch Ähnlichkeiten mit den Helliconia-Romanen von Brian W. Aldiss gesehen hat. Die Welt wird von dem theokratischen Regime der Verehrer des Hundegotts Angkhdt beherrscht, gegen das sich im ersten Band Widerstand regt, als der Frühling in den Stadtstaat Charn kommt und einige Umwälzungen mit sich bringt, die sich in einigen Vertretern des die Provinz von Charn beherrschenden Starbridge-Clans abbilden. Im letzten Band ist es Sommer geworden und der untergegangene Kult von Angkhdt regt sich erneut, ein Zeichen des kommenden Winters.
Der folgende Roman Coelestis (1993) ist eine Liebesgeschichte zwischen einem auf einer von zwei Alienrassen bewohnten Kolonialwelt gestrandeten Verwaltungsbeamten von der Erde und einer Alienfrau, die bemüht ist, sich dem Erscheinungsbild irdischer Frauen möglichst weit anzugleichen. Den Hintergrund bildet die Unterdrückung und Auslöschung fremder Kulturen durch eine imperiale Menschheit.
John Clute schreibt über Coelestis:

„The quietly savage density of the prose, the inexorability of the telling, and the tragedy of the continuing excruciation at human hands of the complex alien culture, all add again to a demonstration of late twentieth-century sf at its most responsible, and least conciliatory. It is one of the central texts of the last century in which cultures reminiscent of First World empires on Earth are seen (as it were) from a Third World standpoint.“

„Die grausam-ruhige Form der Erzählung, die unerbittlich sich entwickelnde Handlung und das unausweichlich durch menschliches Handeln sich vollziehende Martyrium einer komplexen fremden Kultur zeigen zusammen beispielhaft, wie ernsthaft und unversöhnlich SF im späten 20. Jahrhundert sein konnte. Es ist einer der zentralen Texte des letzten Jahrhunderts, in dem an die Imperien der Ersten Welt gemahnende Kulturen aus Sicht einer Dritten Welt gezeigt werden.“

Der Roman wurde 1993 in der Kategorie Gender-bending SF für den James Tiptree Jr Memorial Award nominiert, war 1996 Finalist bei den Nebula Awards und als bester ausländischer Roman für den Kurd-Laßwitz-Preis nominiert.
Die beiden folgenden Romane The Gospel of Corax (1996) und Three Marys (2003) markierte eine Abkehr Parks von SF im engeren Sinn, insofern The Gospel of Corax in Form eines apokryphen Evangeliums die Geschichte des aus Palästina verbannten Jesus und dessen Pilgerfahrt nach Indien und Tibet erzählt. Three Marys schließt gewissermaßen an, indem vor dem Hintergrund einer ersten christlichen Gemeinde die Geschichte der drei Marien erzählt wird, nämlich Maria Magdalenas, Marias, der Mutter von Jesus, und von Maria von Bethanien, der Schwester des Lazarus. Beide Romane fanden bei Publikum und Kritik so wenig Resonanz, dass Park daran dachte, das Schreiben als berufliche Perspektive zu lassen.
Das änderte sich 2005 mit dem Erscheinen von A Princess of Roumania, erster Band einer fantastischen Romantetralogie, in dem die junge Waise Miranda Popescu herausfindet, dass sie in einer Parallelwelt, in der Magie funktioniert, Prinzessin eines dort mächtigen rumänischen Großreichs ist. Dort war sie aber nicht sicher vor Verfolgung, weshalb sie als kleines Kind zu ihrem Schutz in die fiktive Welt eines magischen Buches gebannt wurde, wo sie als Waise aufwächst. Diese fiktive Welt ist, wie sich herausstellt, unsere Welt, eine kleine Stadt in Berkshire County, Massachusetts. Als Miranda das Buch verbrennt und so in ihre eigene Welt zurückkehrt, ist das dann auch das Ende unserer Welt, die einfach verschwindet. Es ist damit eine Umkehr des üblichen Fantasy-Plots, bei dem die Protagonisten durch ein Portal – etwa das Innere eines Wandschranks wie in C. S. Lewis’ Narnia – in eine andere, magische Welt gelangen, dort ihre Abenteuer erleben und dann gereift in unsere, etwas langweiligere aber dafür „wirkliche“ Welt zurückkehren. Um diese Umkehr im Effekt zu verstärken und dem „wirklichen“ Massachusetts eine phantastische Anmutung zu geben und das „Großreich Rumänien“ im Verhältnis substantieller erscheinen zu lassen, griff Park auf Erinnerungen an für ihn magische Orte aus seiner Kindheit in North Adams, Berkshire County, zurück.
A Princess of Roumania war 2006 für den World Fantasy Award nominiert, der Zyklus fand ehrenvolle Erwähnung bei den James Tiptree Jr Memorial Awards von 2009 und die vier Bände waren jeweils für den Locus Award nominiert.
Parks Kurzgeschichten erschienen gesammelt in If Lions Could Speak and Other Stories (2002) und in Other Stories (2015). 2011 erschien Ragnarok, eine Sammlung von Gedichten.
Park war 1988 Gastdozent des Writers’ Center in Bethesda, Maryland, 1988 und 1991 Gastdozent für kreatives Schreiben an der Johns Hopkins University in Baltimore, Maryland. 1989 war er erstmals als Gastdozent für kreatives Schreiben am Williams College in Williamstown, Massachusetts, wo er seither Literatur und kreatives Schrieben unterrichtet. Außerdem war Park Dozent beim Clarion Science Fiction Writers’ Workshop und unterrichtet seit 1998 immer wieder beim Clarion West Writers’ Workshop. 
Park ist seit 1994 mit Deborah Brothers verheiratet, mit der er eine Tochter Miranda und einen Sohn Lucius hat.

## Bibliografie
The Starbridge Chronicles (Romanserie)
- 1 Soldiers of Paradise (1987)
- 2 Sugar Rain (1989)
- 3 The Cult of Loving Kindness (1991)
- The Sugar Festival (1989, Sammelausgabe von 1 und 2)

A Princess of Roumania (Romanserie)
- 1 A Princess of Roumania (2005)
- 2 The Tourmaline (2006)
- 3 The White Tyger (2007)
- 4 The Hidden World (2008)

Romane
- Coelestis (1993, auch als Celestis)
  - Deutsch: Coelestis. Übersetzt von Erik Simon. Heyne SF&F #5400, 1996, ISBN 3-453-09461-1.
- The Gospel of Corax (1996)
  - Deutsch: Das Evangelium des Corax. Übersetzt von Peter Hahlbrook. Ullstein TB #24697, 2000, ISBN 3-548-24697-4.
- Three Marys (2003)
- The Rose of Sarifal (Forgotten Realms-Universum, 2012, als Paulina Claiborne)
- All Those Vanished Engines (2014)

Sammlungen
- If Lions Could Speak and Other Stories (Erzählungen, 2002)
- Ragnarok (Gedichte, 2011)
- Other Stories (Erzählungen, 2015)

Kurzgeschichten
- Rangriver Fell (1987)
- Carbontown (1989)
- The Village in the Trees (1991)
- The Lost Sepulcher of Huáscar Capac (1992)
- A Man on Crutches (1994)
- The Tourist (1994)
  - Deutsch: Der Tourist. In: Wolfgang Jeschke (Hrsg.): Die letzten Bastionen. Heyne SF&F #5880, 1998, ISBN 3-453-12659-9.
- The Breakthrough (1995)
- The Last Homosexual (1996)
  - Deutsch: Der letzte Homosexuelle. In: Friedel Wahren (Hrsg.): Asimovs Science Fiction 48. Folge. Heyne SF&F #5635 1996, ISBN 3-453-11888-X.
- Get a Grip (1997)
- Bukavu Dreams (1999)
- Untitled 4 (2000)
- Self Portrait, with Melanoma, Final Draft (2001)
- Tachycardia (2002)
- If Lions Could Speak: Imagining the Alien (2002)
- Christmas in Jaisalmer (2002)
- Abduction (2002)
- No Traveller Returns (2004)
- Fragrant Goddess (2007)
- The Hidden World (excerpt) (2008)
- The Blood of Peter Francisco (2008)
- A Family History (2009)
- The Persistence of Memory, or, This Space for Sale (2009)
- Ghosts Doing the Orange Dance (2010)
- Mysteries of the Old Quarter (2011)
- Watchers at the Living Gate (2011)
- The Statue in the Garden (2013)
- The Mermaid and the Fisherman (2014)
- Blind Spot (2016)
- Creative Nonfiction (2018)